# Plinto

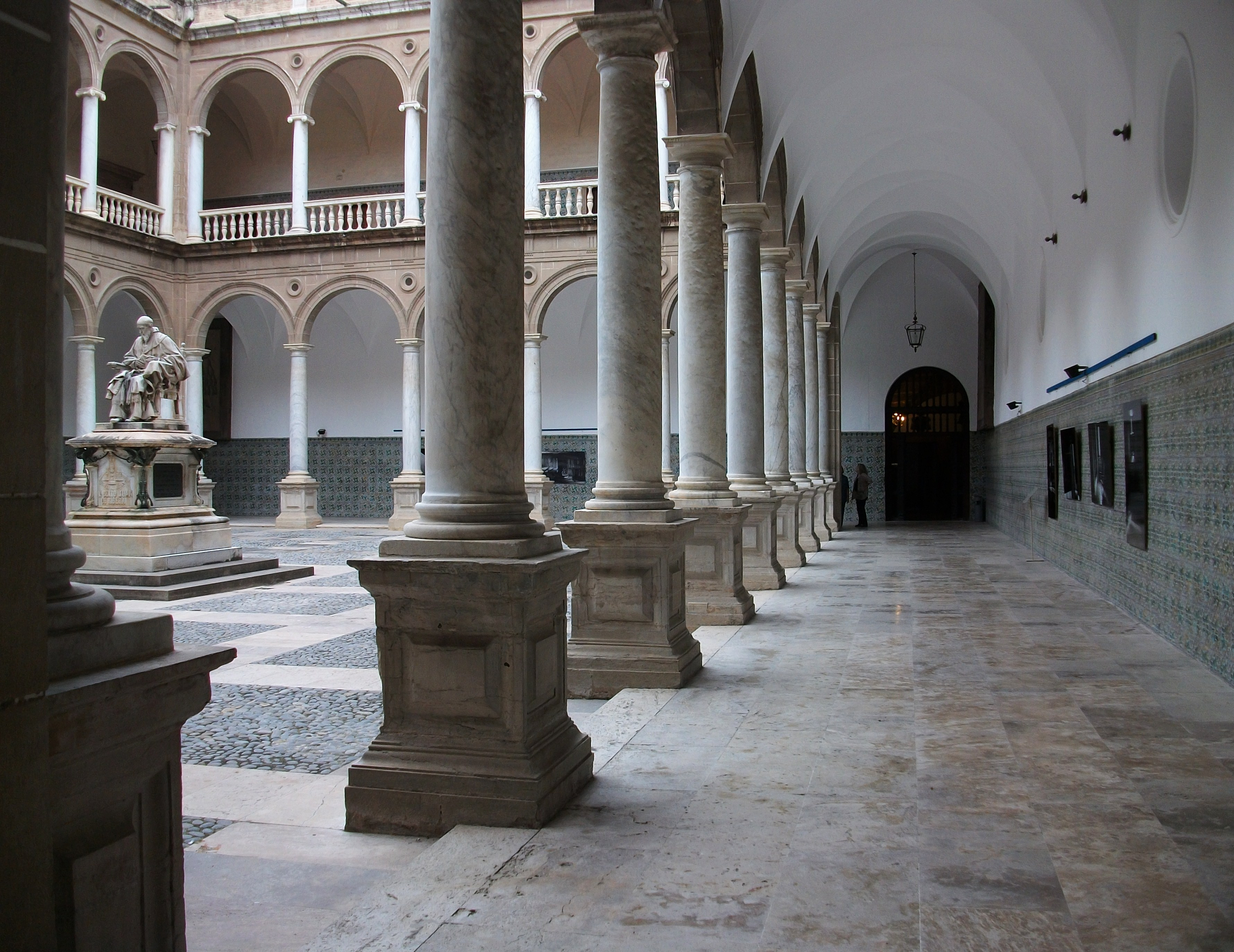
Claustro del Real Colegio Seminario del Corpus Christi en Valencia (España).

El plinto  (del latín plinthus y a su vez del griego πλίνθος = “ladrillo”) es, en arquitectura, la moldura de base cuadrada (semejante al ábaco) que se halla bajo la basa de la columna o de la pilastra, sobre el pedestal. Cuando el pedestal es corrido, un solo plinto sostiene a todas las columnas, y se le llama «estilóbato». Tal vez su origen tenga que ver con la piedra que servía de base a la columna o pie derecho de madera.
En gimnasia, el plinto es un aparato de madera con la superficie almohadillada utilizado para realizar pruebas de salto.